# Świnoujście
Świnoujście (Tiếng Đức: Swinemünde) là một thành phố và cảng biển trên Biển Baltic và phá Szczecin, nằm ở phía cực tây bắc của Ba Lan. Thành phố nằm chủ yếu trên các đảo Usedom và Wolin, nhưng cũng nằm trên một số đảo nhỏ, trong đó lớn nhất là đảo Karsibór, từng là một phần của Usedom, ngày nay ngăn cách bởi một con kênh đào Piast trong cuối thế kỷ 19 để tạo điều kiện cho tàu biển tiếp cận Stettin (Szczecin).
Từ năm 1999 Swinoujscie đã là một thành phố với các quyền hành chính của một huyện (powiat) (Ba Lan: miasto powiatu prawach na), thuộc tỉnh Tây Pomerania. Thành phố đã từng là một phần của tỉnh Szczecin (1975-1998). Thành phố nằm trong khu vực địa lý của Pomerania và có dân số 41.100 vào năm 2006.